# Церква Різдва Пресвятої Богородиці (Сеньків)
Церква Різдва Пресвятої Богородиці в Сенькові — парафія і храм греко-католицької громади Коропецького деканату Бучацької єпархії Української греко-католицької церкви в селі Сеньків Чортківського району Тернопільської области.

## Історія церкви
До 1991 року парафія села Сеньків належала до парафії села Устя-Зелене. Парафія в Сенькові була утворена у 1991 році, і того ж року розпочалося будівництво храму. Його зводили силами жителів села, а організаторами були Василь Коник та Михайло Чапський. Храм освятив єпископ Іриней Білик 27 вересня 2001 року.

## Парохи
- о. Михайло Мохнатий (1991—2003),
- о. Василь Дзяйло (2003—2008),
- о. Степан Стрілецький (з 2008).